# Acrapex festiva
Acrapex festiva là một loài bướm đêm trong họ Noctuidae.